# Ovation of the Seas
Ovation of the Seas (укр. Овація морів) — круїзне судно класу Quantum , що перебуває у власності компанії «Royal Caribbean Cruises Ltd.» та експлуатується оператором «Royal Caribbean International». Ходить під прапором Багамських островів із портом приписки в Нассау.

## Історія судна
Судно було закладене 5 березня 2015 року на верфі «Meyer Werft» в Папенбурзі, Німеччина, під назвою проекту «Project Sunshine». Спуск на воду відбувся 18 лютого 2016 року. 8 квітня 2016 року судно здано в експлуатацію, а 14 квітня того ж року передано на службу флоту компанії-замовника й здійснило перший рейс.
На церемонії хрещення, що відбулася 24 червня 2016 року у Тяньцзіні  (Китай), хрещеною мамою судна стала китайська акторка Фань Бінбін. Перший рейс відбувся 14 квітня 2016 року зі Саутгемптона (Велика Британія) до Тяньцзіня. Протягом 2016—2017 років судно здійснювало круїзи у тихоокеанському басейні між Східною Азією та Австралією. З 2019 року планується здійснення судном круїзів навколо Аляски.